# Adrian Moss

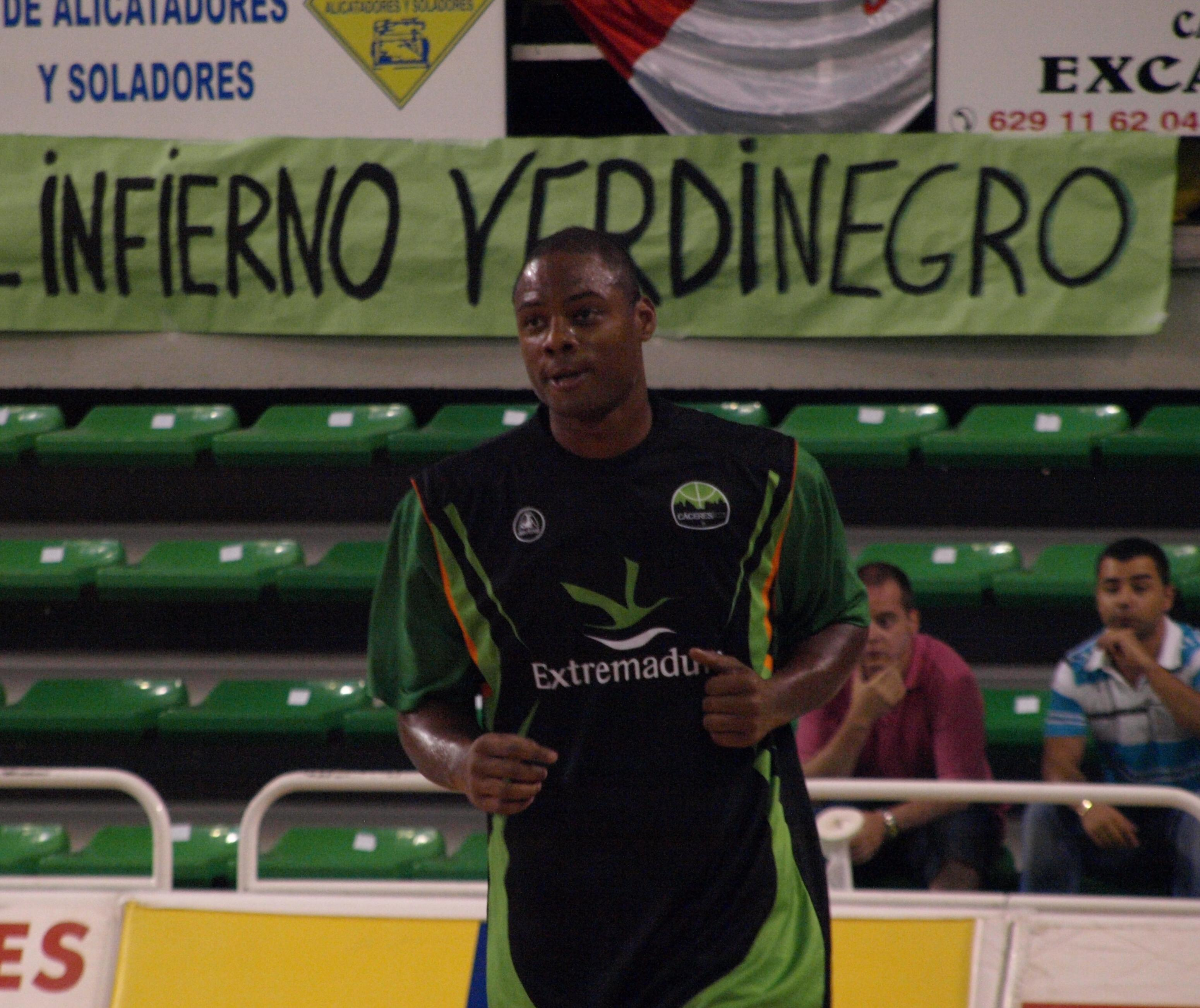
Adrian Moss (2008)

Adrian Jamaal Moss (* 14. Dezember 1981 in Houston) ist ein US-amerikanischer Basketballtrainer und ehemaliger -spieler.

## Werdegang

### Spieler
Moss spielte bis 2000 an der Humble High School im Ort Humble bei Houston (US-Bundesstaat Texas). In der Saison 2000/01 war er Mitglied der Mannschaft der Militärschule von Fork Union in Virginia. 2001/02 studierte er bereits an der University of Florida, doch Moss nahm noch nicht am Spiel-, sondern nur am Übungsbetrieb der Hochschulmannschaft teil. Von 2002 bis 2006 bestritt der 2,06 Meter große, auf der Positions des Power Forwards eingesetzte Spieler 123 Begegnungen (3,7 Punkte, 2,8 Rebounds/Einsatz) für Florida. 2006 gewann er an der Seite von Spielern wie Joakim Noah, Corey Brewer, Lee Humphrey sowie Al Horford und unter der Leitung von Trainer Billy Donovan den NCAA-Meistertitel. Beim 73:57-Endspielsieg über UCLA wirkte Moss zehn Minuten auf dem Spielfeld mit, erzielte dabei neun Punkte und sechs Rebounds.
Er begann seine Laufbahn als Berufsbasketballspieler in Dänemark. Er trug in der Saison 2006/07 in 22 Basketliga-Einsätzen die Farben des Erstligisten Randers Cimbria und erzielte Mittelwerte von 25,4 Punkten sowie 11,4 Rebounds je Begegnung. Nach dem Saisonende in Dänemark spielte Moss im Frühling 2007 noch bei Lausanne Morges in der Schweizer Nationalliga.
Zu Beginn des Spieljahres 2007/08 bestritt Moss zwei Spiele für Science City Jena in der deutschen Basketball-Bundesliga, in denen er Mittelwerte von 17 Punkten und 11 Rebounds erreichte. Mitte Oktober 2007 musste er den Bundesligisten gemeinsam mit seinem Landsmann Al Elliott wieder verlassen. Die beiden wurden entlassen, nachdem sie im Anschluss an eine durchzechte Nacht einen Verkehrsunfall verursacht hatten. Nach dem Rauswurf in Jena setzte Moss seine Laufbahn in Spanien fort, spielte im weiteren Verlauf der Saison 2007/08 beim Zweitligisten CB Villa de Los Barrios, brachte es dort in 32 Einsätzen auf 13,9 Punkte und 6,8 Rebounds pro Partie. Im Sommer 2008 wechselte Moss zu Cáceres Ciudad del Baloncesto und damit zu einem weiteren spanischen Zweitligisten.
2009/10 stand Moss in Diensten der Eisbären Bremerhaven, wurde in 15 Bundesliga-Spielen eingesetzt und kam auf Mittelwerte von 3,5 Punkten sowie 2,7 Rebounds. Nach einem Abstecher zum israelischen Zweitligaverein Hapoel Kiryat Tivot zu Beginn der Saison 2010/11 kehrte er im November 2010 in die zweite spanische Liga zurück. Moss verstärkte den Verein Palencia Baloncesto und blieb dort bis zum Saisonende 2011/12, in dem er in 34 Ligaeinsätzen im Durchschnitt 15,4 Punkte sowie 6,1 Rebounds verzeichnet hatte. Im Sommer 2012 weilte er beim französischen Zweitligisten ESSM Le Portel, Anfang September desselben Jahres kam es wieder zur Trennung. Moss wechselte daraufhin Ende des Monats nach Argentinien zu Unión Progresista. Er blieb nur kurz in Argentinien, Mitte Januar 2013 wurde der US-Amerikaner vom Club Atlético Aguada (Uruguay) verpflichtet.
2013/14 lief Moss für die Mannschaft Bambitious Nara in Japan auf, zu Saisonbeginn 2014/15 bestritt er im selben Land sechs Spiele für Niigata Albirex, Ende Oktober 2014 wechselte er innerhalb Japans zu den Sendai 89ers. Zum Ende seiner Laufbahn als Berufsbasketballspieler ging Moss nach Dänemark zurück. Im Spieljahr 2015/16 verstärkte er Stevnsgade Basketball in der ersten Liga des Landes, kam in 24 Einsätzen auf Mittelwerte von 14,5 Punkten und 5 Rebounds. Ab 2016 spielte er für BMS Herlev (ebenfalls Dänemark) und stieg mit der Mannschaft 2017 von der zweiten in die erste Liga des Landes auf. Für BMS Herlev bestritt er 2017/18 noch sieben Spiele in Dänemarks erster Liga, Basketligaen.

### Trainer
Bereits während seiner Spielerzeit bei BMS Herlev war Moss gleichzeitig Assistenztrainer und betreute des Weiteren Jugendmannschaften. Im Mai 2021 stieg er bei BMS Herlev zum Cheftrainer auf. Moss blieb bis 2024 im Amt.